# Criminólogo

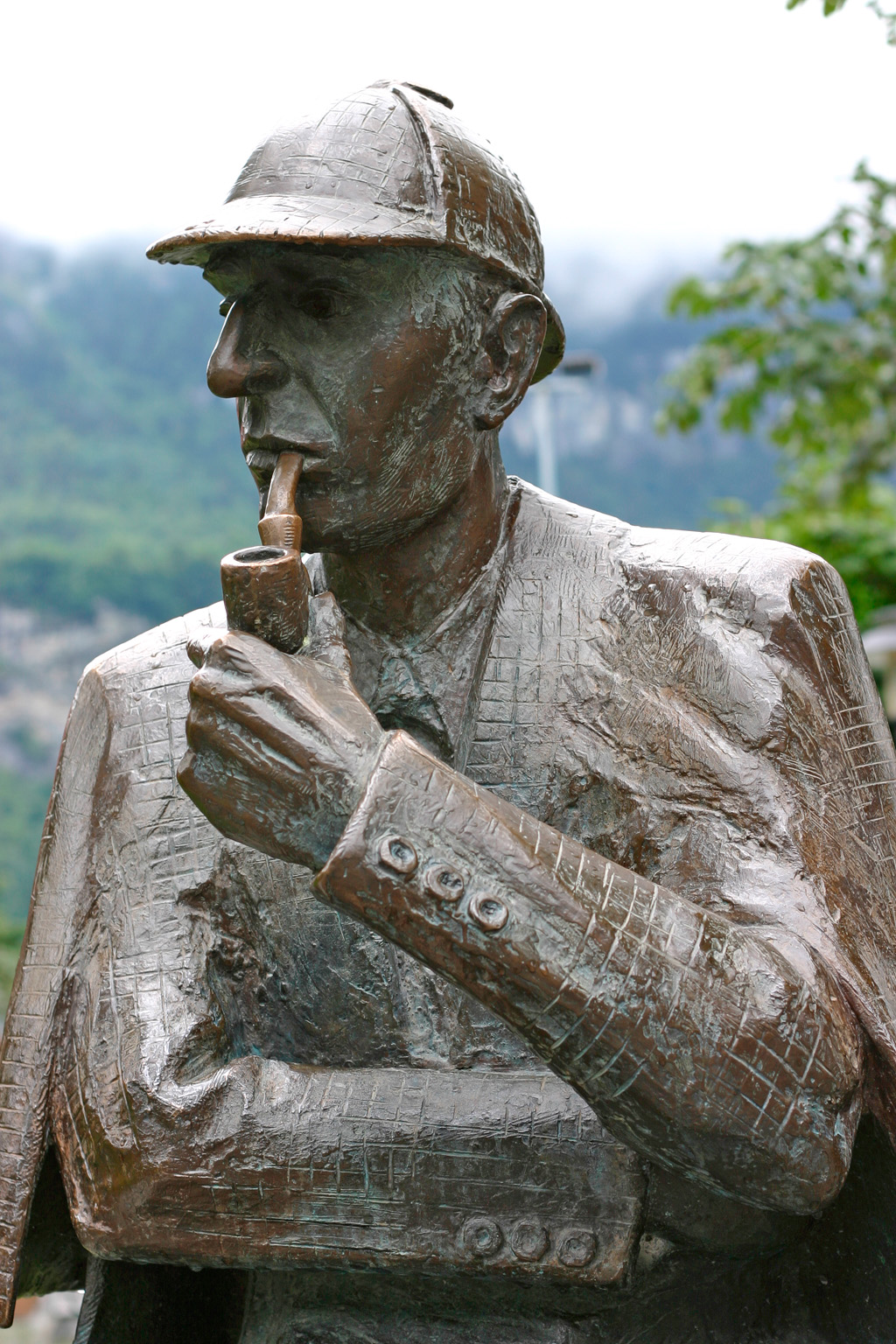
Estatua del personaje ficticio Sherlock Holmes en Meiringen (Suiza), que representa a un detective privado del.

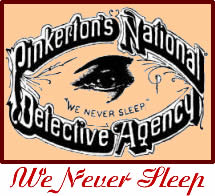
Anagrama de Pinkerton Agencia Nacional de Detectives, fundada en 1850 por Allan Pinkerton en los Estados Unidos.

Un criminólogo es un profesional científico que recopila, estudia, analiza, documenta y demuestra la línea de tiempo y forma de los actos en el antes, durante y después de un crimen con la finalidad de descubrir y exponer las intenciones según la "Logica" del Criminal y la Víctima basándose en el crimen ya ocurrido, incluyendo pero no limitando cualquier recurso o herramienta utilizado parte de los involucrados en el acto criminal así como de sí mismo durante su investigación.
Tomando en cuenta lo anterior  el criminólogo puede contribuir en disminuir y hasta prevenir la criminalidad a través de las técnicas y disciplinas como la sociología, psicología, medicina forense, el estado de derecho, la informática y la antropología entre otras dando como resultado la criminología.
Según el Real Decreto 858/2003 de 4 de julio, se creó el título oficial de Licenciado en Criminología en España para, según el propio texto legal afirma, dar respuesta a la necesidad social de especialistas en el mundo de la delincuencia, en su análisis y la comprensión de sus causas, en los métodos más eficaces de prevención y, muy especialmente, en el estudio y explicación de la conducta delictiva y en los métodos y herramientas de intervención dirigidos al tratamiento de la conducta delictiva en sus más variadas formas de manifestación.

## Formación y requisitos (España)
Para ser criminólogo hay varias vías a seguir:
- Ser poseedor de la Licenciatura en Criminología (2º ciclo) de los Estudios Universitarios de Grado superior.
- Grado en Criminología.
- También, hasta la aplicación de los grados del plan Bolonia de estudios superiores, las titulaciones de criminología de Diplomados, se impartían como títulos propios en diversas universidades y centros privados avalados por éstas, tal y como recogía el El Real Decreto 858/2003, de 4 de julio

## Formación y requisitos (Venezuela)
Para ser criminólogo en Venezuela es necesario:
- Presentar Prueba Interna de Selección en la Universidad de los Andes, estado Mérida
- Cursar 5 años de estudio y aprobar todas las asignaturas más el trabajo de grado o de pasantías, según el pensum aplicado.
- Registrar el título en el SAREN y cancelar los tributos a la Nación.

## Mercado laboral
Las salidas profesionales de la criminología podrían ser las siguientes:
- Trabajar para las Fuerzas y Cuerpos de Seguridad del Estado, por ejemplo: asesor de jueces, abogados, fiscales, victimología policial o como miembro de la policía científica
- Ser Funcionario de prisiones
- Investigación científica en universidades u otras asociaciones o Instituciones.
- Intervención y prevención a través de programas subvencionados por diversas instituciones públicas o privadas.
- Trabajar como formador de Fuerzas y Cuerpos de Seguridad, miembros de Seguridad Privada u otras instituciones relacionadas.
- Trabajar de detective privado, como autónomo o para una empresa privada (profesión regulada en la Ley 5/2014 de Seguridad Privada y el Real Decreto 2364/1994)1. Se requiere la obtención, de una licencia gubernativa llamada TIP (Tarjeta de Identidad Profesional), es una habilitación expedida por el Ministerio del Interior de España.
- Ser Director o Jefe de Seguridad en una empresa privada (acorde a la Ley 5/2014 de Seguridad Privada)1.

## Remuneración
Los criminólogos autónomos cobran sus tarifas libremente que pueden recibirse por ingresos directos de los clientes.
Los criminólogos que sean funcionarios de policía, o judiciales cobran del Estado.